# Église Saint-Laurent de Marigny
Pour les articles homonymes, voir Église Saint-Laurent.
L'église Saint-Laurent est une église catholique en ruines située à Longues-sur-Mer, en France. Datant du XVe siècle, la porte du cimetière fait l'objet d'une inscription au titre des monuments historiques.

## Localisation
L'église est située dans le département français du Calvados, dans le petit bourg de Marigny, ancienne commune absorbée en 1861 par Longues-sur-Mer.

## Historique
La porte du cimetière est inscrite au titre des monuments historiques depuis le 22 octobre 1926.